# Wawiórka
Wawiórka (lub Wiewiórka, biał. Вавёрка) – wieś (dawniej miasteczko) na Białorusi, w obwodzie grodzieńskim, w rejonie lidzkim.
We wsi znajduje się rzymskokatolicka parafia Przemienienia Pańskiego w Wawiórce, prowadzona przez kanoników laterańskich, oraz cmentarz, na którym był pochowany mjr Jan Piwnik "Ponury", zabity 16 czerwca 1944 roku w ataku na niemieckie umocnienia pod Jewłaszami. 

## Historia
Wieś szlachecka  położona była w końcu XVIII wieku w powiecie lidzkim województwa wileńskiego. Urodził się tu biskup łucki Wacław Raczkowicz.
W II Rzeczypospolitej w woj. nowogródzkim, w powiecie lidzkim. Do 1927 w gminie Myto, następnie siedziba gminy Wawiórka. W 1921 miasteczko liczyło 174 mieszkańców, zamieszkałych w 37 budynkach, wyłącznie Polaków. 169 mieszkańców było wyznania rzymskokatolickiego, 3 mojżeszowego i 2 prawosławnego. Folwark natomiast liczył 52 mieszkańców, zamieszkałych w 11 budynkach, w tym 42 Polaków, 7 Żydów i 3 osoby innej narodowości. 43 mieszkańców było wyznania rzymskokatolickiego, 7 mojżeszowego i 2 prawosławnego..
Po wojnie wieś weszła w struktury administracyjne Związku Radzieckiego. Od 1991 w niepodległej Białorusi.

## Zabytki
- Kościół pw. Przemienienia Pańskiego - murowy, wzniesiony na miejscu kościoła zniszczonego w czasie I wojny światowej, poświęcony w 1928 r. Przy kościele posługują kanonicy laterańscy i misjonarki Chrystusa Króla[6].
- Polski cmentarz wojenny